# Западня (роман)
«Западня́» (фр. L'Assommoir (французский: [lasɔmwaʁ])) — седьмой роман французского писателя Эмиля Золя, входящий в двадцатитомный цикл «Ругон-Маккары».
Роман начал публиковаться частями в 1876 году в газете «Le Bien Public», которая вскорости была вынуждена перестать публиковать произведение из-за протестов, вызванных произведением. Тем не менее Катюль Мендес, поклонник Золя, решил опубликовать «Западню» в своём журнале «La République des lettres». Эта публикация имела большой успех.
Впервые отдельной книгой произведение вышло в 1877 году.
Роман является новаторским со стилистической точки зрения, так как Золя активно использовал в нём сниженную лексику.
Роман, часто называемый одним из шедевров автора, является исследованием алкоголизма, бедности и человеческой деградации во время Второй империи.
После публикации романа Эмиля Золя упрекали в клевете на народ и рабочий класс.
Золя говорил о своём произведении:
«Западня», несомненно, самая нравственная из моих книг… Это произведение — сама правда, это первый роман о народе, в котором нет лжи и от которого пахнет народом.

## Сюжет

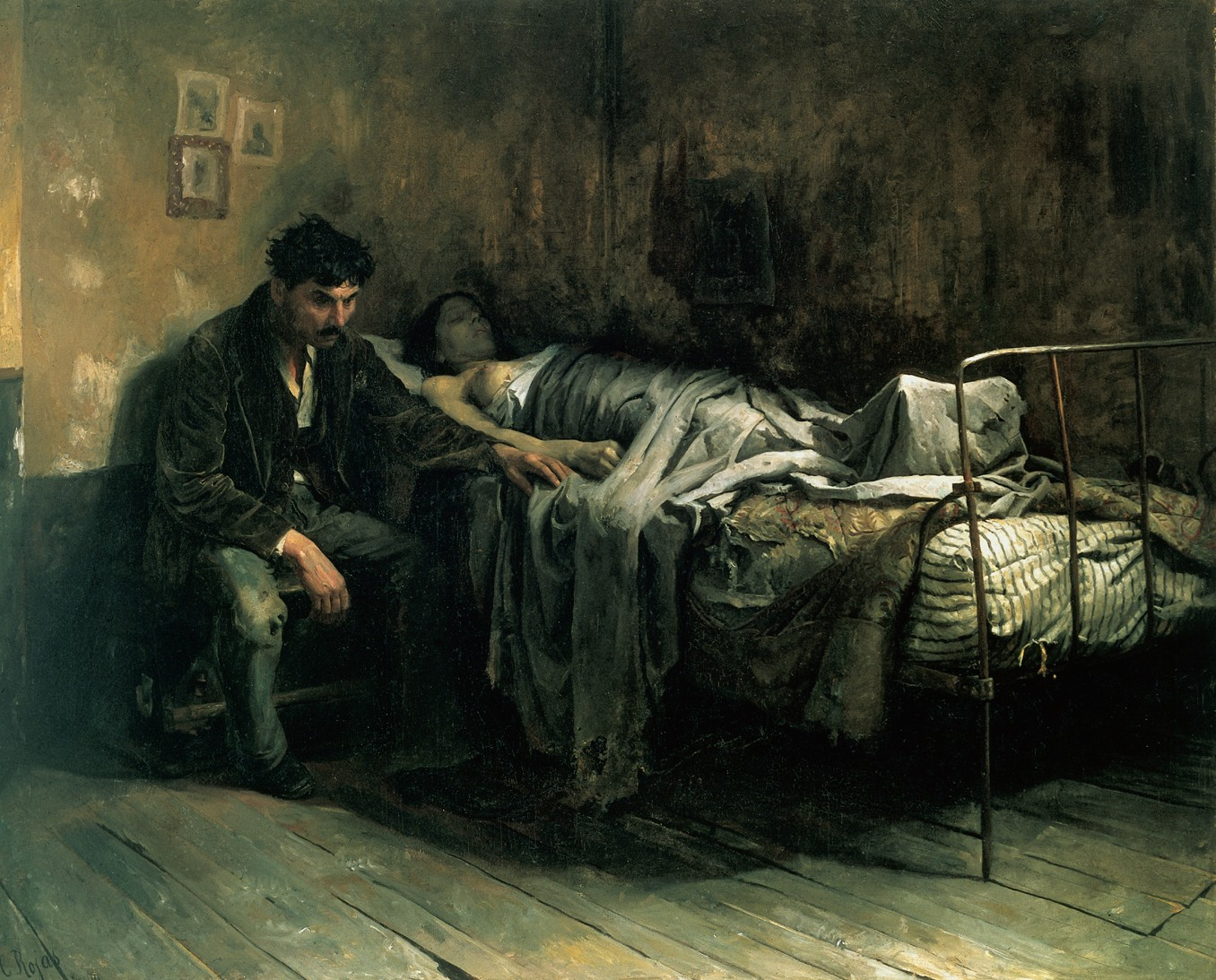
Бедность, К. Рохас, 1886 год

В центре романа — история жизни Жервезы Маккар (см. Карьера Ругонов), которая вместе со своим возлюбленным Огюстом Лантье убегает из маленького прованского городка (вымышленного автором) Плассана в Париж и поселяется  в жалкой гостинице в предместье города. 
Роман начинается с описания быта Жервезы, которую Лантье быстро бросает, оставляя её с двумя сыновьями.
Через некоторое время Жервеза выходит замуж за кровельщика Купо, которого она находит честным человеком: он не пьёт и готов жениться на ней, несмотря на трудности. Стечение счастливых обстоятельств и трудолюбие помогают Жервезе и Купо собрать накопления, которые позволяют им обустроить быт.
Через четыре года брака у пары рождается дочка Нана (см. Нана). После её рождения происходит трагический случай: Купо падает с крыши и на несколько месяцев остаётся прикованным к постели. При всей сложности положения Жервеза решает осуществить давнюю мечту — она открывает свою прачечную, одолжив недостающую сумму у кузнеца Гуже, честного труженика, тайно влюбленного в нее.
За время болезни муж главной героини приобретает дурные привычки — начинает пить, обзаводится плохими знакомыми — и в конце концов превращается из трудолюбивого семьянина в алкоголика, не желающего работать.
У семьи появляется множество долгов.
Через некоторое время к Жервезе приезжает её бывший возлюбленный — Огюст Лантье, который становится другом Купо. Друзья не работают, они живут как паразиты. Долги растут. Все трудности ложатся на плечи Жервезы, которая не в силах справиться с проблемами. Она продаёт прачечную, из-за чего впадает в отчаяние, начинает много пить. Её пятнадцатилетняя дочь Нана, ещё не познавшая порока, но уже развращенная, сбегает от нищеты со стариком солидного вида, который давно её преследует, получает от него подарки, но затем оставляет и его, становится танцовщицей в местном кабаке и на публичных балах. 
Купо сходит с ума из-за алкоголя и несколько раз попадает в приют, и вскоре умирает от тяжёлой белой горячки: «Отмучился... Боже ты мой, корчился и вопил целых четыре дня!»   
После смерти Купо Жервеза оказывается одна в своей каморке. Она по-прежнему много пьёт, пока не умирает одна в нищете.

## В культуре
- 1931: фильм Дэвида Гриффита «Борьба».
- 1956: фильм Рене Клемана «Жервеза».
- 1972: телеспектакль «Западня» в постановке Театра им. Е. Вахтангова. Режиссер Е.Р.Симонов (совм. с И. Герасимовой, В. Г. Шлезингер, В. А. Этушем).